# Shantae (Computerspiel)
Shantae ist ein Jump ’n’ Run des amerikanischen Entwicklerstudios WayForward Technologies für den Game Boy Color. Es ist das erste Spiel der Shantae-Reihe und erschien am 2. Juni 2002 zunächst nur in den Vereinigten Staaten. Es war eines der letzten Spiele, die für die mobile Konsole veröffentlicht wurden. Für Nintendo Switch kam das Spiel am 22. April 2021 in einer limitierten Neuauflage über den amerikanischen Distributor Limited Run Games heraus. 2010 erschien der Nachfolger Shantae: Risky’s Revenge.

## Handlung
Die Piratenkapitänin Risky Boots greift Scuttle Town an und stiehlt den Prototyp einer Dampfmaschine von Mimic, dem ortsansässigen Schatzjäger. Mimic sagt Shantae, der Wächterin von Scuttle Town, dass Risky, wenn sie vier magische „Elementarsteine“ findet, die Dampfmaschine antreiben und daraus eine unaufhaltsame Waffe erschaffen könne. Shantae reist durch Sequin Land um die Dampfmaschine und die Elementarsteine zu bergen und dadurch Risky aufzuhalten.
Mit Hilfe ihrer Freunde Bolo und Sky und ihres Bekannten Rottytops erhält sie Zugang zu drei Kerkern, aus denen sie drei der Steine holt. Im vierten Dungeon findet Shantae den letzten Stein, wird aber am Ausgang von Risky überfallen, die mit den Steinen verschwindet. Shantae entdeckt anschließend mit einem magischen fliegenden Teleskop namens Spy Scope den Ort von Riskys Versteck und teleportiert sich dorthin. Sie zerstört Riskys mächtige Waffe, den Tinker Tank. Risky versucht Shantae zu töten, wird aber besiegt. Danach wird Shantae auf magische Weise an einen Ort namens Genie Realm entführt. Die Genies bieten ihr als Belohnung für ihren Mut die Möglichkeit bei ihnen zu bleiben, dafür darf sie ihre Freunde nie wieder sehen. Sie weigert sich und wird nach Scuttle Town zurückgeschickt, wo sie Mimic mitteilt, dass sie die Dampfmaschine zerstören musste.

## Spielprinzip
Shantae ist ein Jump ’n’ Run. Der Spieler steuert den Halbgeist Shantae, der durch verschiedene Gebiete reisen muss, um die böse Piratin Risky Boots aufzuhalten. Shantaes Standardangriff besteht darin, ihr Haar wie eine Peitsche zu benutzen. Shantae kann auch Edelsteine verwenden, die sie von besiegten Feinden erhalten hat, um Gegenstände zu kaufen. Das Spiel besteht aus fünf Städten, zwischen denen verschiedene Gebiete voller Feinde und Hindernisse liegen. Um im Spiel voranzukommen, muss Shantae verschiedene Charaktere ausfindig machen, die Dungeons öffnen. Jeder Dungeon enthält einen Wächtergeist, der Shantae einen neuen Tanz beibringen wird. Durch diese Tänze kann sich Shantae in verschiedene Tiere verwandeln, darunter einen Affen, der an Wänden klettern kann, einen Elefanten, der Gegenstände wie Felsbrocken und Baumstümpfe zerschmettern kann, eine Spinne, die im Hintergrund über ein Gurtband klettern kann und eine Harpyie, dadurch kann sie in der Luft fliegen. Shantae muss diese Fähigkeiten nutzen, um neue Gebiete zu erreichen oder versteckte Gegenstände zu finden.
Das Spiel bietet einen Tag- und Nachtzyklus, wobei die Feinde während der Nacht stärker werden. Das Spiel bietet auch verschiedene Minispiele, um zusätzliche Edelsteine zu verdienen.

## Entwicklung
Die Spielfigur Shantae geht auf eine Idee von Erin Bozon aus dem Jahr 1994 zurück, als sie und ihr Mann Matt am California Institute of the Arts Animationskunst studierten. Sie und ihr Mann diskutierten dabei über Erins Vorstellung für ein Computerspielkonzept, woraufhin sie die ersten Konzepte für die Figur der Shantae zeichnete. Im Dialog mit Erin entwickelte Matt danach die übrige Spielwelt und das dazugehörige Spielkonzept. Erins Bild von der Hauptfigur wurde dabei stark von der TV-Serie Bezaubernde Jeannie beeinflusst. Weitere stilistische Einflüsse waren die japanischen Animeserien Die Macht des Zaubersteins, Ranma ½ und Filme von Hayao Miyazaki, bei denen häufig starke weibliche Figuren im Vordergrund standen. Daneben Cartoonserie der 1980er wie etwa DuckTales und Transformers. Als direkte Inspirationsquellen für das Spielprinzip benannte Matt Zelda II, Mega Man und Castlevania II: Simon’s Quest, dazu aufgrund ihrer Animationsqualität verschiedene für den Neo Geo Pocket Color erschienene Prügelspiele wie Metal Slug.
Bereits Mitte der 1990er versuchte das Ehepaar im Umfeld der SNES-Entwicklerszene einen Interessenten für ihr Konzept zu finden, wurde aber durchgängig abgelehnt. Mit dem Game Boy Color und der bei WayForward zwischenzeitlich angesammelten Expertise sahen sie jedoch eine neue Möglichkeit, ihr Projekt zu verwirklichen. Als technischen Unterbau verwendete das Team die von Jimmy Huey für den Titel Xtreme Sports entwickelte Engine. Kurz nach Fertigstellung von Xtreme Sports gab Unternehmensgründer Voldi Way die Freigabe für diese Eigenentwicklung. WayForwards Geschäftsmodell war vorrangig die Übernahme von Auftragsarbeiten, oftmals auch Lizenztiteln. Die Entwicklung eigener Marken gehörte dagegen nicht zum Kerngeschäft, weshalb die Entwicklung von Shantae parallel zu den Hauptprojekten des Unternehmens verlief. Die Gesamtentwicklungszeit betrug etwa zwei Jahre. Die Finanzierung der Entwicklungsarbeiten erfolgte aus eigenen Mitteln.
Erin Bozon wollte für ihre Figur zwei zentrale Bewegungsabläufe ins Zentrum rücken: die peitschenartige Attacke mit Shantaes Haaren und ihre Tanzbewegungen. Musik und Tanz spielten zum Zeitpunkt von Shantaes Erschaffung eine geringe Rolle in Spielen und sollte damit auch ein innovatives Merkmal des Spiels werden. Außerdem gab es den Animationen ein niedliches Aussehen, was ebenfalls zum Konzept gehörte. Die Idee einer Haarattacke stammte aus persönlicher Erfahrung, da Erin bei Erschaffung der Figur ihr Haar ebenfalls lang trug und durch abrupte Kopfbewegungen des Öfteren Personen im Umfeld damit traf.
Dank der langjährigen Erfahrung mit der Plattform gelang es dem Team, technisch unmögliche Dinge wie Transparenzen oder Parallax-Scrolling durch geschickte optische Tricks wie animierte Hintergründe, Austausch der Farbpaletten oder flackernde Sprites zu simulieren. Um der Hauptfigur zwölf Farben geben zu können, wurden bspw. vier dreifarbige Sprites übereinander gelegt. Hinzu kamen Farbspielereien wie das Abdunkeln der Farbpalette im Schatten. Dadurch gelang dem Spiel der optische Anschein eines 16-Bit-Titels, obwohl der Game Boy Color nur eine 8-Bit-Plattform war.

## Veröffentlichung
Shantae gehört zu den letzten Spielen, die für die mobile Spielkonsole Game Boy Color veröffentlicht wurde. Bereits im Juni 2001 war deren Nachfolgekonsole Game Boy Advance veröffentlicht worden. Zudem benötigte das Spiel eine teure batteriegestützte 32-Megabit-Cartridge. Das erschwerte für WayForward die Suche nach einem geeigneten Publisher. Auch das Konzept einer weiblichen Hauptfigur stieß auf Ablehnung. Durch die Hartnäckigkeit von WayForward-Geschäftsführer John Beck und Unternehmensgründer Voldi Way bei der Suche nach einem Partner, erklärte sich schließlich Capcom bereit, den Titel zu veröffentlichen. Als Capcom den Publishingvertrag unterzeichnete, war das Spiel bereits weitgehend fertiggestellt. Nach Abschluss der Entwicklungsarbeiten hielt der Publisher die Veröffentlichung jedoch noch weitere acht Monate zurück. Insgesamt wurden 20–25.000 Module des Spiels produziert, die ausschließlich auf dem amerikanischen Markt verkauft wurden.
Es entwickelte sich zu einem Geheimtipp und beliebten Sammelobjekt, für das in Sammlerkreisen bisweilen hohe Verkaufspreise abgerufen wurde (2021: etwa 1.000 €). Erstmals digital neuveröffentlicht wurde das Spiel dann für die Virtual Console für den Nintendo 3DS. 2020 kündigte WayForward dann zusammen mit dem Distributor Limited Run Games eine limitierte physische Neuauflage für Game Boy Color und Nintendo Switch an, parallel zu einer digitalen Veröffentlichung über den Nintendo eShop. 2021 folgte die Ankündigung einer Portierung zusammen mit den restlichen Serienteilen für PlayStation 4 und 5.

## Rezeption
Das Spiel bekam gute Kritiken. IGN nannte es ein „wunderbares Plattform-Abenteuer“ mit „tonnenweise Abwechslung in seinem Level- und Charakterdesign“ und fügte hinzu, dass es „als Game Boy Color-Spiel fantastisch aussieht“. GameSpot behauptete, es sei ein „gutes Beispiel“ für einen Handheld, „fest verwurzelt in den traditionellen Konventionen des Genres“, und fügte hinzu: „ein Bereich, in dem dieses Spiel wirklich glänzt, die Animation ist flüssig“. Kritisiert wurde dagegen die Musik des Spiels. Game Informer war weniger positiv und sagte: „Das Spiel ist einfach nicht fesselnd genug, um dich am Spielen zu halten.“
Die gesamte Produktionscharge von 20–25.000 Einheiten wurde nach Angaben Bozons seinerzeit abverkauft, jedoch kein Nachschub mehr produziert. Neben der späten Veröffentlichung wurde auch das Fehlen eines ausreichenden Zielpublikums für den begrenzten Erfolg des Titels verantwortlich gemacht. So habe sich der Game Boy Color nicht zuletzt durch den Erfolg von Pokémon vor allem an jüngere Kinder gerichtet. Die Visualisierung der Hauptfigur sei für diese Zielgruppe nicht geeignet gewesen, andererseits habe sie auch kein erwachseneres Publikum ausreichend ansprechen können. Dennoch war es WayForwards erste bedeutsame Eigenentwicklung, die dem Studio in einem kleinen Kreis von Enthusiasten einen guten Leumund bescherte.
2010 brachte WayForward mit Shantae: Risky’s Revenge eine Fortsetzung auf den Markt.